# ジゴサタ〜地獄の沙汰もお前しだい
『ジゴサタ〜地獄の沙汰もお前しだい』（ジゴサタ じごくのさたもおまえしだい）は洋介犬による日本の漫画。当初は洋介犬のTwitterやブログ「イヌギキ」上で発表され、『ゴラクエッグ』（日本文芸社）にて2019年7月から連載。略称は「ジゴサタ」。
2020年9月時点で累計PVが1億を突破し、第1巻に重版がかかり、SNSで話題となった。
死後の世界で活動する死者を主題に、時に恐怖を、時に感動を、時に笑いを交えながら、1〜3ページのショートストーリーで展開する。主に地獄で刑罰を受ける受刑者と刑吏が描かれる。神曲をモチーフとしており、単行本冒頭には「この作品をダンテ・アリギエーリに捧ぐ」と書かれている。

## 主要キャラクター
刑吏番号G103
本作の主人公。地獄刑吏第13班所属。もと堕獄番号GO3876256110。生前、何者かに刺されて死亡。顔は作中に出てこないが、少女。煉獄に行く予定だったが、後述のニノス王によって地獄の刑吏として働くこととなった。同僚からは「新人」と呼ばれる。
三界のありように疑問を持っており、地獄の囚人を救う方法を模索している。
のち、ニノス王による試験を経て次代ニノス王として就任した直後、ニノス王の座を辞して新生界の長となる。
刑吏番号K10
中堅刑吏。G103の先輩で、刑吏としての仕事を教える。後述のオールマンとも知己であり、一部の地獄の囚人を解放する恩赦制度の確立を願っている。
G103が新生界の長となった後はニノス王の後任となる。
ニノス
死者を「三界」に振り分ける「獄界選抜長官（G103曰く「閻魔大王のようなもの」）」の職にあり、「ニノス王」と周囲から呼ばれている。女性のような外見で、地獄の刑吏に似た衣装を着ている。
その正体は偉大な巫女の娘であり、天国で1300年前過ごしたあと500年前に先代ニノス王から地位を継いだ。ニノス王として就任以降、ずっと変わらない人間の性質に飽きており、G103を後継者とするよう画策している。
嘱託医
刑吏のカウンセリングなどを行う元医師。実子を含め51人を死に至らしめた「安楽死請負医」であり、浄罪の一環として仕事をしている。
ドルフ
保安員として逃亡受刑者などを捕縛する役目を担う。右上腕部から欠損しているため、「隻腕のドルフ」の異名を持つ。仕事には、自身の身長ほどの大鎌を使用する。生前は殺人鬼だったが「天国行き」の判決が下され、その前に保安員として働いている。
オボトロス
人口魔獣。刑吏の補佐し、刑を執行する。
アデス
地獄の長官。身長は人間の頭部ほどで漆黒の柱に手足と三つ目を付けたような外見。もとはとある部族の族長であったが、敵対部族のスパイの嘘を信じた故にすべてを失い殺された過去を持つ。
巡吏
天国の住人だったが、生活に飽きたので煉獄の巡吏となった少女。産まれた時から病弱で、病室の天井以外の風景をほとんど覚えていない。煉獄を経ずに天国に来た「チョクテン」組。
フィロメテウス
煉獄の長官。鳥を連想させる仮面をつけた女性。地獄の在任に対する再審及び恩赦については、最初は反対の立場だった。
須田テリー
天国の住人で三界の研究者。見分の結果「神はいない」という結論にいたり、見聞録「人よ、神などおらず」を著す。
グリ＝ザハ
「二百翼主会」のトップで天国の統治者。頭部を覆う頭巾をかぶっているが、その素顔は、人間離れした異形のもの。「神」という存在を心から嫌っており、地獄の下層にある「人の深淵」と「世界の深淵」の存在を知っている。
檀
煉獄の住人。天国に至るまでの30年の刑に服している時、天国から来た女性に一目ぼれし、その恋心を天国とニノスに利用され、死後の世界のことを現世の人たちに伝える役を得る。その過程で天国にも入り、想い人である女性に「あなたの心を溶かす言葉を綴る」ことを約束。自分を見送ったローマの詩人にもその旨を語った。
マクシミリアン・Ｒ
ニノスの側近。周囲からは「マックス卿」と呼ばれる。もと死刑廃止論を唱える弁護士であったが、革命の旗手となり王制を打倒、その後は独裁者となり多数の人間をギロチン送りにした。ニノスの後継者として育成されるが「最終試験」にて不合格となる。しかしそのままニノスの側近として仕えている。
オールマン
地獄に時折現れる正体不明の存在。顔の右半分は若者、左半分は老人となっている。彼が触れると地獄の囚人は極めて短時間で無に還る。
実は700年以上前に地獄の女囚と恋仲になり、三界の理を壊そうと反乱を起こした刑吏。反乱は鎮圧され、幽閉のため護送される途中で無に還ったとされる。しかし、三界の外、いずこかに「本体」があるとも言われている。

## 特徴・設定
- 死後の世界には「天国」「煉獄」「地獄」があり、これを『三界』または『獄界』と称する[18]。三界の外に行くこともできるが、どこまでも「無」が広がっているとされる。「無（または虚無）」のどこかには三界の例外的な「絶獄」があり、歴史上の英雄たちが虚無と退屈の時を過ごしている。
- 天国は「罪を犯さず死んだ者」「煉獄で浄罪を終えた者」が行く獄界で、安寧が約束されている。
- 煉獄は「人類の八割、罪はあるが地獄に堕ちるほどの重罪ではない者」が行く獄界であり、様々な刑罰（地獄の刑に比べれば軽い）を受けつつ刑期を終えれば（下女として30年、農業従事に20年、等）天国に行ける[19]。その刑期は30分[20]から981年[21]とニノスの判断によって差がある。
- 地獄は「救いようのない罪を犯した者」が行く獄界であり、耐えがたい苦痛が絶え間なく続く責め苦を永遠に受け続ける（煉獄と違い刑期はない。また、特赦もない）。
- 絶獄は「善悪を越えた生涯を送ったため、三界のどこへ行くべきか判断できなかった者」が行く獄界であり、歴史上名を残した英雄・豪傑が留め置かれる。特に刑罰が科されることはないが安寧もなく、永劫の時を退屈に耐えながら過ごさなくてはならない[22]。そのため、退屈に飽いた英雄たちは非常に攻撃的であり、地獄の受刑者が行けば数秒で「死亡」する。15秒身を守れれば刑吏から「すごい」と言われる[23]。一部の人間は絶獄を「三界の支配者でも手に負えない豪傑を閉じ込める監獄」ではないかと考えている[24]
- 死者がどの獄界に行くかはニノスの判断で決まる。その際、生前犯した罪だけではなく「その罪によって周囲に与えた影響」が加味されることもある[25]。
- 最大の罪は「殺人」であり、これには「自殺」も含まれる。よほどの事情（悔悛の行動、被害者がその者を許すという意思表示等）がない限り地獄行きとなる。
- 天国の住人、煉獄の住人、地獄の刑吏、地獄の囚人は全て衣服が違う。特に地獄の囚人は下着のような最低限のものしか許可されていない。ただし、刑の一環として着衣を施されることがある[26]。
- 地獄は9層から成り立っており、最下層には「人の深淵」が、第8層には「世界の深淵」がある[27]とされる。実際には第8層には「神の落とし子」と呼ばれる無垢なる存在が封印されており、最下層は「監獄」と称され「三界にとって都合の悪い存在」を封印する廃棄場となっている[28]
- 獄界には現世のような「死」や生まれ変わりはない。地獄での責め苦、天国での時間経過によって「自我」を失い、自己を維持できなくなった状態が「ある意味で死」と認識されている[29]。天国で自己を維持できなくなった者は他者と融合して存在と意志の一部を保つ。融合は自分の意志で行うことができ、自己の強さによっては宿主の体を借りて行動することもできる[30]。
- 地獄の刑吏は天国または煉獄の住人のうち、殺人犠牲者から選抜される[31]。元は普通の人間だったので、心を病むこともある[32]。地獄には図書館や遊技場といった刑吏の福利厚生施設があり、刑吏は自由に利用することができる[33]。
- 煉獄の巡吏は志願した天国の住人から選抜される[34]。職務内容は「暴れる受刑者を取り押さえること」だが、「辛い刑を受けている者を助けてはならない」という決まりもある[35]。ただし、刑の執行に関係ないなら現世の状況を教えてもよい[36]。
- 地獄の刑吏には超人的な膂力とゲヘナイト合金と呼ばれる金属製の武器が与えられる[37]。
- 地獄での刑罰は生前の罪によって細分化されており、基本的に一人一人内容が違う。刑罰内容の決定は刑吏の裁量によるところが大きい[38]。ただしニノス王の意向に沿うことが求められる[39]。
- 地獄の刑が執行開始されてから無に帰るまでの平均期間は数か月とされている[40]が、切り裂きジャック[41]や明智光秀[42]など平均期間をはるかに超えて刑を受け続ける者も存在する。
- 刑吏は受刑者の記憶、心身の状態等を操作することができる[43]。
- 当人の事情によって、極めて心身の苦痛が少ない、温情的な刑に処されることもある[44]。
- 刑吏は刑の執行のため、受刑者を現世や天国に送ることができる[45]。ただし、自ら望んで地獄に来た受刑者についてはこの限りではない[46]。
- 天国の住人は善行を積むことで地獄を見学する権利を与えられる[47]。ただし地獄で問題行動を起こせば「出入り禁止」「拘束処置」となることもある[48]。
- 天国の住人は「煉獄または地獄行きになる罪を犯さなかった者」または「煉獄で罪を浄化した者」であり、けっして聖人君子というわけではない。そのため、生前の因縁によって諍いが起こることもある[49]。
- ７１９年前、地獄の刑吏が女囚と恋に落ち、反乱を起こしたことがある[50]。しかし反乱はわずか１５分で鎮圧されたと記録に残されている[51]。

## 書誌情報
- 洋介犬『ジゴサタ〜地獄の沙汰もお前しだい』日本文芸社〈ニチブンコミックス〉、全4巻
  1. 2020年1月29日発売[1][52]、ISBN 978-4-53-714196-2
  2. 2020年9月30日発売[53]、ISBN 978-4-537-14290-7
  3. 2021年11月8日発売[54]、ISBN 978-4-537-14426-0
  4. 2022年12月8日発売[55]、ISBN 978-4-537-14577-9